# Schreck
Als Schreck bezeichnet man die Reaktion eines Organismus auf einen überraschend wahrgenommenen, potentiell bedrohlichen Reiz. Die Schreckreaktion beinhaltet verschiedene psychologische und physiologische Prozesse, die allesamt der Abwehr der Bedrohung beziehungsweise der Minimierung abträglicher Folgen dienen. Der Schreck wird in der Regel als aversiv empfunden. Eine wichtige Bedeutung nimmt dabei die Verbindung des Mandelkernkomplexes mit den Basalganglien ein.

## Funktion der Schreckreaktion
Schrecke setzen einen instinktiven Überlebensmechanismus in Gang, der sich bei allen Säugetieren gleicht. Die Schreckreaktion dient dem Organismus dazu, sich schnell auf eine Bedrohung einzustellen. Sie aktiviert zum einen Schutzmechanismen, die eine Verletzung verhindern sollen (schneller Lidschluss, Kontraktion der Skelettmuskulatur) und zum anderen das vegetative Nervensystem, um eine Fight-or-flight-Reaktion einzuleiten.

## Physiologische und psychologische Aspekte der Schreckreaktion
Durch einen Schreck kommt es zu einem Herausreißen aus dem derzeitigen Handeln. Die Aufmerksamkeit der Person wird, ähnlich wie bei der Orientierungsreaktion, vollständig oder zumindest großteilig auf den Schreck-auslösenden Reiz gerichtet. Es kommt zu einer erhöhten phasischen Aktivierung, genannt auch (seit dem Mittelalter) „Auffahren“ (bzw. „Emporschrecken“). Ruckartiges, schnelles Einatmen gewährleistet eine erhöhte Sauerstoffversorgung. Verhärtung der Nacken- und Rückenmuskulatur bietet Schutz vor Verletzungen. Schrecke können weiterhin einen Schrei auslösen. Extrem belastende Schrecksituationen können bei sehr sensiblen und/oder alten Menschen einen Schock auslösen.

## Einflüsse auf die Schreckreaktion
Die Schwelle des Erschreckens ist individuell und fallweise different und abhängig von der Erfahrung, (nervlicher) Konstitution und/oder Konditionierung. Lebewesen, die sensibel auf Schrecke reagieren, nennt man schreckhaft. Schreckresistenz ist bis zu einem gewissen Grad trainierbar. Ein Beispiel hierfür ist die Konditionierung von Polizeipferden, die dem Knallen von Schüssen ausgesetzt werden.
Hypervigilanz und eine erhöhte Schreckbarkeit, die auch durch Gewöhnung nicht gemildert werden kann, sondern im Gegenteil weiter verstärkt wird, sind bei psychischen Traumata charakteristisch.

## Das Wort „Schreck“ in der deutschen Sprache

### Schreck in verschiedenen Wortzusammenhängen
Eine Schrecksekunde ist die durchschnittliche Zeit, die ein Mensch zur Verarbeitung des Eindrucks benötigt, um einen Schreck zu erfahren (Wahrnehmung und Verarbeitung). Dies ist u. a. beim Autofahren wichtig (Fahrmanöver, Bremsen – Bremsweg). Ein Schreckgespenst ist ein Geist, ein Schreckensszenario kann eine Situation oder ein Zustand sein („Bild des Grauens“), das tatsächlich einen Schreck auslöst. Mit diesem Begriff werden indes auch Geschehensdarstellungen als fiktiv oder zumindest übertrieben klassifiziert, die zwar einen Schrecken auslösen sollen, tatsächlich aber nicht geeignet sind zu erschrecken. Eine Schreckschusspistole ist eine Schusswaffe, die jedoch kein Projektil verschießt, sondern einen Angreifer oder Bedroher nur erschrecken soll.
Ein Schrecken als Person ist jemand, der andere in Schrecken versetzt (z. B. „Kinderschreck“). 

### Transitivität des Verbs „erschrecken“
Standardsprachlich kann erschrecken sowohl transitiv als auch intransitiv verwendet werden. Transitiv bedeutet es jemanden in Schrecken versetzen und wird schwach gebeugt. Intransitiv bedeutet es dagegen in Schrecken geraten und wird stark gebeugt.
Er erschreckt sie. – Sie erschrickt.
Er erschreckte sie. – Sie erschrak.
Er hat sie erschreckt. – Sie ist erschrocken.
Die Wendung sich erschrecken ist umgangssprachlich und wird sowohl schwach als auch stark gebeugt.